# Punto de pellizco

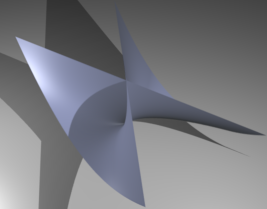
Sección del paraguas de Whitney, un ejemplo de singularidad en forma de punto de pellizco.

En geometría, un punto de pellizco o punto cuspidal es un tipo de punto singular en una superficie algebraica.
La ecuación de una superficie cerca de un punto de pellizco se puede poner en la forma 
{\displaystyle f(u,v,w)=u^{2}-vw^{2}+[4]\,}
donde [4] denota términos de grado 4 o más y {\displaystyle v} no es un cuadrado en el anillo de funciones. 
Por ejemplo, en la superficie {\displaystyle 1-2x+x^{2}-yz^{2}=0}, las coordenadas desaparecen cerca del punto {\displaystyle (1,0,0)}. De hecho, si {\displaystyle u=1-x,v=y} y {\displaystyle w=z}, entonces {{\displaystyle u,v,w}} es un sistema de coordenadas que desaparece en {\displaystyle (1,0,0)} cuando la fórmula{\displaystyle 1-2x+x^{2}-yz^{2}=(1-x)^{2}-yz^{2}=u^{2}-vw^{2}}está escrita en forma canónica. 
El ejemplo más simple de un punto de pellizco es la hipersuperficie definida por la ecuación 
{\displaystyle u^{2}-vw^{2}=0}
que genera la superficie denominada paraguas de Whitney. 
El punto de pellizco (en este caso, el origen) es un límite de cruces normales en puntos singulares (el eje {\displaystyle v} en este caso). Estos puntos singulares están íntimamente relacionados en el sentido de que para resolver la singularidad del punto de pellizco se debe hacer explotar todo el eje {\displaystyle v} y no solo el punto de pellizco. 